# MS Hrönn
Hrönn – pierwszy pełnowymiarowy, bezzałogowy statek morski do prac offshorowych.
Opracowany we współpracy brytyjskiej firmy Automated Ships Ltd. oraz norweskiego producenta elektroniki okrętowej Konsberg.
Rozpoczęcie budowy planowane jest na styczeń 2017 w norweskiej stoczni Fjellstrand, a do służby statek ma wejść w 2018.
Przed wejściem do służby statek będzie przechodził próby na specjalnym akwenie do testowania automatycznych statków koło Trondheim, pod nadzorem towarzystwa klasyfikacyjnego DNV oraz norweskich władz morskich.
Statek będzie mógł być użyty do prac badawczych, współpracy z bezzałogowymi pojazdami podwodnymi a także jako statek zaopatrujący przybrzeżne instalacje oraz hodowle ryb albo statek zabezpieczający. Będzie też wyposażony w instalację do walki z pożarami na morzu.
Planuje się, że początkowo będzie pracować w trybie zdalnego sterowania z towarzyszącej jednostki. W tym czasie dopracowane będą algorytmy i procedury do użytku w pływaniu autonomicznym.